# Mariya Shubina
Mariya Timofeyevna Shubina (Protasovo, URSS, 8 de mayo de 1930-20 de abril de 2025) fue una deportista soviética que compitió en piragüismo en la modalidad de aguas tranquilas.

## Carrera deportiva
Participó en los Juegos Olímpicos de Roma 1960, obteniendo una medalla de oro en la prueba de K2 500 m. Ganó seis medallas en el Campeonato Mundial de Piragüismo entre los años 1958 y 1966, y seis medallas en el Campeonato Europeo de Piragüismo entre los años 1959 y 1967.

## Palmarés internacional
| Juegos Olímpicos   | Juegos Olímpicos       | Juegos Olímpicos | Juegos Olímpicos |
| Año                | Lugar                  | Medalla          | Competición      |
| ------------------ | ---------------------- | ---------------- | ---------------- |
| 1960               | Roma (Italia)          | Medalla de oro   | K2 500 m         |
| Campeonato Mundial |                        |                  |                  |
| Año                | Lugar                  | Medalla          | Competición      |
| 1958               | Praga (Checoslovaquia) | Medalla de oro   | K2 500 m         |
| 1963               | Jajce (Yugoslavia)     | Medalla de oro   | K1 500 m         |
| 1963               | Jajce (Yugoslavia)     | Medalla de plata | K2 500 m         |
| 1963               | Jajce (Yugoslavia)     | Medalla de oro   | K4 500 m         |
| 1966               | Berlín Oriental (RDA)  | Medalla de plata | K2 500 m         |
| 1966               | Berlín Oriental (RDA)  | Medalla de oro   | K4 500 m         |
| Campeonato Europeo |                        |                  |                  |
| Año                | Lugar                  | Medalla          | Competición      |
| 1959               | Duisburgo (RFA)        | Medalla de plata | K2 500 m         |
| 1963               | Jajce (Yugoslavia)     | Medalla de oro   | K1 500 m         |
| 1963               | Jajce (Yugoslavia)     | Medalla de plata | K2 500 m         |
| 1965               | Bucarest (Rumania)     | Medalla de oro   | K2 500 m         |
| 1965               | Bucarest (Rumania)     | Medalla de oro   | K4 500 m         |
| 1967               | Duisburgo (RFA)        | Medalla de oro   | K4 500 m         |